# 缪文渭
缪文渭（1915年—？），笔名秋虹、晨光等，男，安徽天长人，中国剧作家、曲艺作家，曾任中国民间文艺研究会理事。